# Coupe d'Angleterre de football 1912-1913
Navigation
Coupe d'Angleterre 1911-1912 Coupe d'Angleterre 1913-1914
La Coupe d'Angleterre de football 1912-1913 est la 42e édition de la Coupe d'Angleterre, la plus ancienne compétition de football, la Football Association Challenge Cup (généralement connue sous le nom de FA Cup).
Aston Villa remporte la compétition pour la cinquième fois de son histoire, battant Sunderland en finale sur le score de 1 à 0 à Crystal Palace à Londres.

## Compétition

### Quarts de finale
Les quarts de finale ont lieu le 8 mars 1913.
| Équipe 1             | Résultat | Équipe 2         |
| -------------------- | -------- | ---------------- |
| Blackburn Rovers     | 0 - 1    | Burnley          |
| Sunderland           | 0 - 0    | Newcastle United |
| Everton              | 0 - 1    | Oldham Athletic  |
| Bradford Park Avenue | 0 - 5    | Aston Villa      |

Premier match d'appui le 12 mars 1913 :
| Équipe 1         | Résultat | Équipe 2   |
| ---------------- | -------- | ---------- |
| Newcastle United | 2 - 2    | Sunderland |

Deuxième match d'appui le 17 mars 1913 :
| Équipe 1         | Résultat | Équipe 2   |
| ---------------- | -------- | ---------- |
| Newcastle United | 0 - 3    | Sunderland |

### Demi-finales
Les demi finales ont lieu le 29 mars 1913, tous les matchs ont lieu sur terrain neutre.
| Équipe 1    | Résultat | Équipe 2        |
| ----------- | -------- | --------------- |
| Sunderland  | 0 – 0    | Burnley         |
| Aston Villa | 1 - 0    | Oldham Athletic |

Matchs d'appui le 2 avril 1913.
| Équipe 1   | Résultat | Équipe 2 |
| ---------- | -------- | -------- |
| Sunderland | 3 – 2    | Burnley  |

### Finale
| Finale de la coupe d'Angleterre 1912-1913 | Aston Villa | 1 – 0   | Sunderland | Crystal Palace, Londres |                       |
| 19 avril 1913                             |             | (0 – 0) |            | Spectateurs : 121 919   | Spectateurs : 121 919 |